# أولغا خارلامبوفيتش
أولغا خارلامبوفيتش (من مواليد 25 مارس 1960 في سفيردلوفسك ) هي عالمة رياضيات روسية كندية تعمل في مجال نظرية المجموعة. هي أستاذة الرياضيات في قسم ماري بي دولتشياني للرياضيات في مركز الدراسات العليا بجامعة مدينة نيويورك وكلية هانتر.

## مساهمات
تشتهر خارلامبوفيتش بتقديمها مثال عن مجموعة قابلة للحل على ثلاث خطوات معروضة بشكل نهائي مع معضلة كلمة غير قابلة للحل (حل معضلة نوفيكوف-أديان) والحل مع أ. مياسنيكوف لتخمين تارسكي (من عام 1945) حول تكافؤ نظريات الرتبة الأولى للمجموعات الحرة غير الأبيلية المتولدة بشكل محدود (تم حلها أيضًا بواسطة زيليل سيلا) وإمكانية تقرير هذه النظرية الشائعة.
الهندسة الجبرية للمجموعات، والتي قدمها بومسلانج ومايازنيكزف وريميسيلينكوف وخالرلامبوفيتش ، أصبحت أحد اتجاهات البحث الجديدة في نظرية المجموعة الاندماجية.

## التعليم والمسار الوظيفي
حصلت على درجة الدكتوراه. حصلت على درجة الدكتوراه من جامعة لينينغراد الحكومية (كان مستشار الدكتوراه لها ليف شيفرين) وحصلت على درجة «دكتور في العلوم» الروسية عام 1990 من معهد موسكو ستيكلوف.
قبيل تعيينها الحالي في جامعة مدينة نيويورك، شغلت منصبًا في جامعة أورال الحكومية، إيكاترينبرج، روسيا، وكانت أستاذًا للرياضيات في جامعة ماكجيل، مونتريال، كندا، حيث كانت تعمل منذ عام 1990. اعتبارًا من أغسطس 2011، انتقلت إلى كلية هانتر بجامعة مدينة نيويورك كأستاذة ماري بي دولسياني للرياضيات، حيث كانت أول من يتم منحها منصب أستاذ في قسم الرياضيات والإحصاء.

## التقدير
حصلت في عام 1981 على وسام الأكاديمية السوفيتية للعلوم عن عملها الجامعي في مشكلة نوفيكوف  أديان. أعطت إجابة سلبية على سؤال طرحه في عام 1965 كارجابولوف ومالسيف حول قابلية الخوارزمية للتقرير في النظرية العالمية لفئة المجموعات المحدودة القدرة المنعدمة القوة.
مُنحت خارلامبوفيتش في عام 1996 جائزة كيجر-نيلسون لـسي إم إس لعملها على المشكلات الخوارزمية في مجموعات متنوعة وجبر لي (يمكن العثور على وصف هذا العمل في ورقة الاستطلاع مع سابير وعلى جائزة الويب موقع). حصلت على جائزة مالسيف لعام 2015 (http://www.ras.ru/about/awards/awdlist.aspx؟awdid=64) عن سلسلة الأعمال المتعلقة بالمشكلات النظرية الأساسية في الجبر.
تم انتخابها كزميلة في الجمعية الأمريكية للرياضيات في فئة 2020 «لمساهمتها في نظرية المجموعة الخوارزمية والهندسية والجبر والمنطق».

## منشورات مختارة
1. ↑  O. Kharlampovich, "A finitely presented solvable group with unsolvable word problem", Izvest. Ak. Nauk, Ser. Mat. (Soviet Math., Izvestia) 45, 4 (1981), 852–873.
2. ↑  O. Kharlampovich, and A. Myasnikov. "Elementary theory of free non-abelian groups." Journal of Algebra, vol. 302 (2006), no. 2, pp. 451–552.
3. ↑  O. Kharlampovich, A. Myasnikov, Irreducible affine varieties over a free group. I: Irreducibility of quadratic equations and nullstellensatz, J. Algebra, V. 200, 492–516 (1998),
4. ↑  O. Kharlampovich, A. Myasnikov, Irreducible affine varieties over a free group. II: Systems in row-echelon form and description of residually free groups, J. Algebra, V. 200, 517–570 (1998).
5. ↑  O. Kharlampovich and M. Sapir, Algorithmic problems in varieties, a survey, International Journal of Algebra and Computation, (1995), # 12, 379–602.

## روابط خارجية
- صفحة ويب هنتر
- صفحة McGill الرئيسية
- أولغا كارلامبوفيتش في مشروع شجرة الرياضيات